# (34781) 2001 RK63
2001 RK63 (asteroide 34781) é um asteroide da cintura principal. Possui uma excentricidade de 0.08297420 e uma inclinação de 22.81987º.
Este asteroide foi descoberto no dia 12 de setembro de 2001 por LINEAR em Socorro.